# Too Tangled
Too Tangled is een muziekduo uit Gent dat werd opgericht in 2009 en dat een combinatie speelt van indierock en elektronische muziek.
Bandleden Roeland Vandemoortele en Eva Buytaert vormen een koppel.
Het derde album Stay Restless en het vierde album Revel Revel werden geproduceerd door Ian Davenport (Radiohead, Band of Skulls, Supergrass).

## Discografie
- 2010 - The magic got killed (On The Moon, Green l.f.ant Records)
- 2012 - Where the echoes die (Popup-Records)
- 2014 - Stay restless (Vynilla Vinyl)
- 2017 - Revel Revel (Popup-Records)